# Palacio Jamai
El Palacio Jamai, también conocido como Dar Jama'i o Palais Jamaï (en árabe: دار الجامعي / قصر الجامعي), es una mansión histórica de finales del siglo XIX cerca de la Bab Guissa en Fes el Bali, en Fez, Marruecos. Fue reconvertido en hotel de lujo en 1919, aunque éste cerró sus puertas en 2014.

## Historia

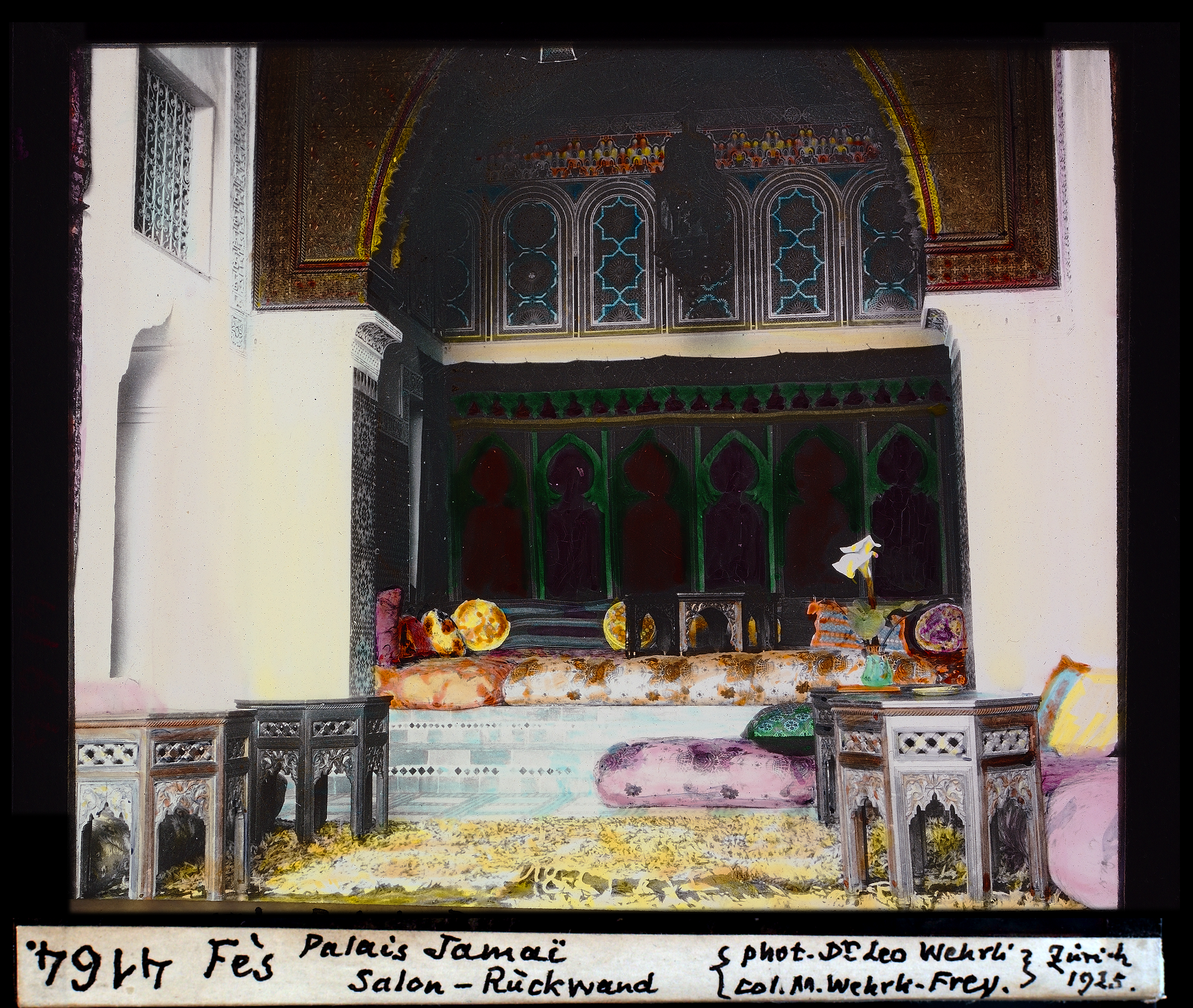
Una vista de una sala de estar en el palacio en 1925, antes de su ampliación.

El pabellón más antiguo del edificio se inició en 1879 como residencia de Muhammad Ibn al-'Arabi al-Jāmi'i, quien, junto con su hermano, fue uno de los grandes visires del sultán alauí Hasán I (gobernó entre 1873 y 1894). La misma familia también construyó y fue propietaria del Dar Jamai en Mequinez (hoy un museo), construido aproximadamente en la misma época. Tras la ascensión del sultán Abd al-Aziz y su gran visir Ba Ahmed (cuya familia era rival de la familia Jamai) en 1894, la familia Jamai perdió el favor de la corte, algunos de sus miembros fueron arrestados y su propiedad fue confiscada por el estado.
En 1927 el palacio fue ampliado por el arquitecto Edmond Gourdain (1885-1968), y en 1929 fue adquirido por la Compagnie Générale Transatlantique, que lo transformó en un hotel para sus viajes al norte de África. Por problemas económicos de la empresa, el hotel fue vendido a la Compagnie des chemins de fer du Maroc (ONCF). A principios de la década de 1970, se añadió un nuevo ala de cinco pisos. En 1998 el grupo Accor asumió la gestión del hotel, que fue renovado y reabierto como parte de la cadena Sofitel. El hotel cerró en 2014.

## Descripción

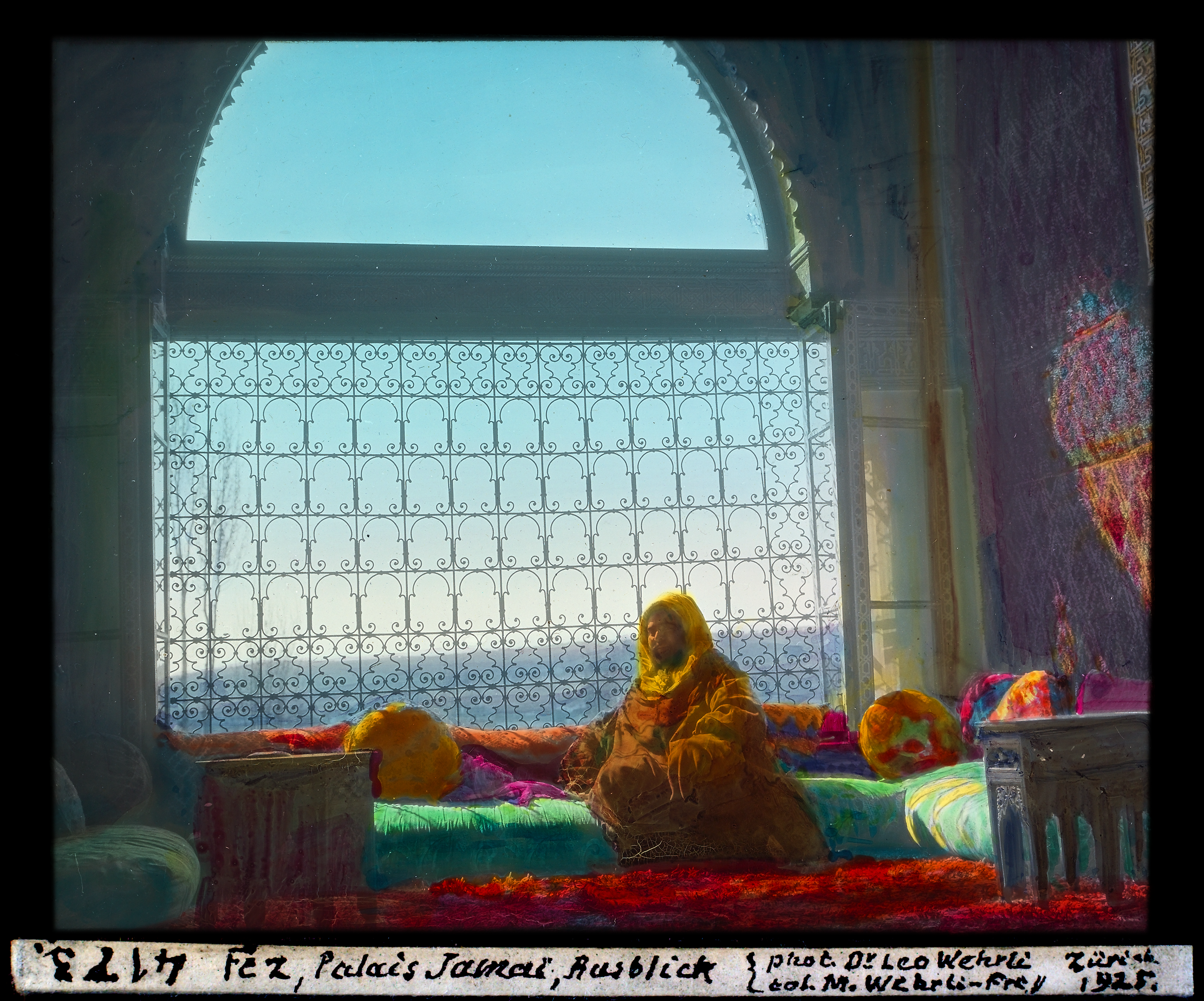
Una habitación con una gran ventana en 1925.

El palacio original fue construido en estilo morisco y estaba rodeado de jardines, sobre una colina con vistas a gran parte de la ciudad, cerca de Bab Guissa, la puerta norte de Fes el Bali. Al igual que otros palacios y mansiones de este estilo, incluía estuco tallado y decoración de zellige. Las ampliaciones posteriores del hotel modificaron los terrenos del palacio y agregaron un ala moderna de cinco pisos, pero continuaron rindiendo homenaje al estilo morisco original. Además del antiguo pabellón de la época de Jamai y del ala nueva del hotel, el recinto también incluye amplios jardines de estilo andalusí o marroquí (basado en el modelo del riad), que rodean parcialmente el palacio. Los jardines incluyen fuentes tradicionales decoradas con azulejos zellige, incluida una fuente de pared particularmente ornamentada. : 116–123 

## Galería

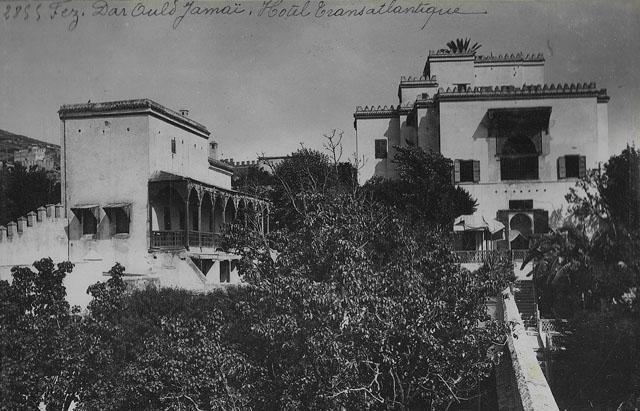
El palacio tal como se veía en la década de 1920 (probablemente después de que se convirtiera en hotel).
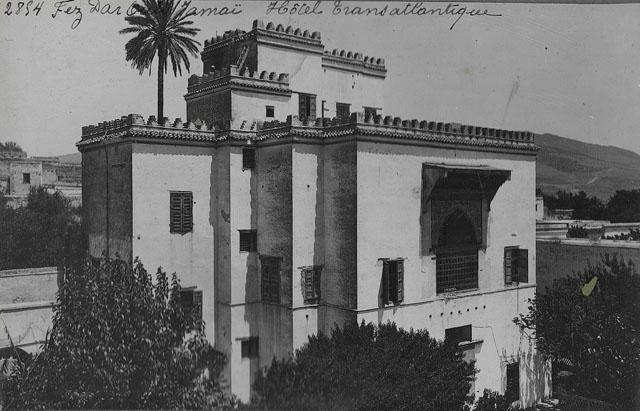
Vista del edificio principal del palacio.
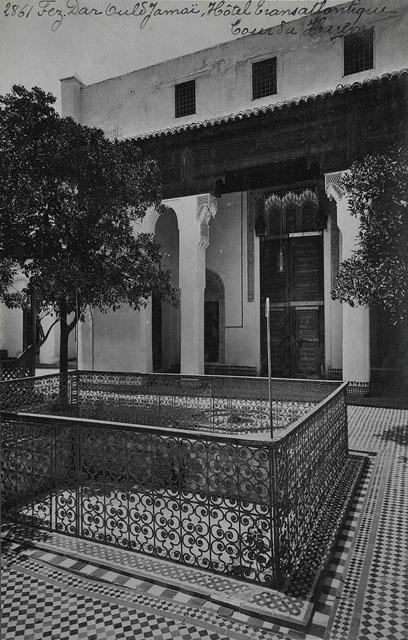
Un patio en el antiguo palacio.
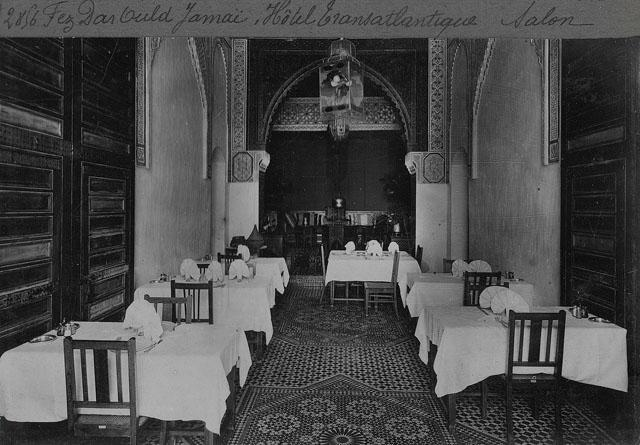
Un salón en el antiguo palacio.
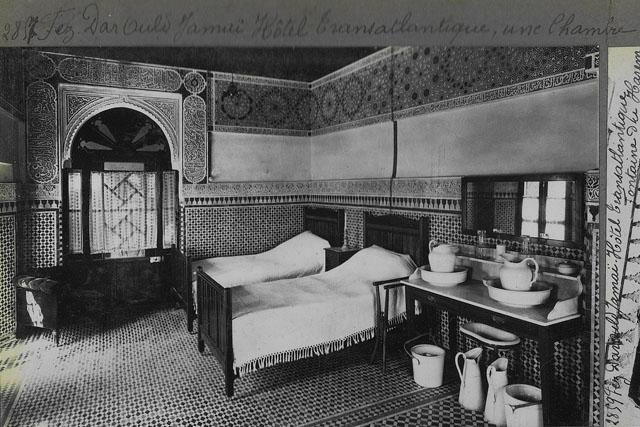
Una habitación en el palacio.
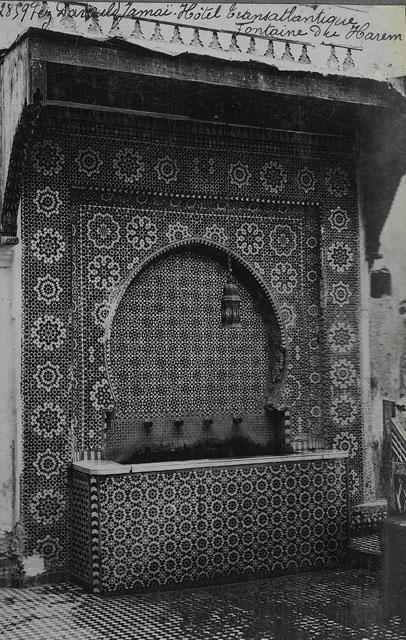
Una fuente de pared en el palacio.